# IC 1422
IC 1422 је спирална галаксија у сазвјежђу Пегаз која се налази на листи објеката дубоког неба у Индекс каталогу.
Деклинација објекта је + 2° 35' 58" а ректасцензија 22h 3m 0,0s. Привидна величина (магнитуда) објекта IC 1422 износи 14,5 а фотографска магнитуда 15,3. IC 1422 је још познат и под ознакама CGCG 377-16, NPM1G +02.0514, PGC 67922.